# Kopf Amenemhets III., Ny Carlsberg Glyptotek AEIN 924
Bei dem Kopf Amenemhets III. in der Ny Carlsberg Glyptotek AEIN 924 handelt es sich um eines der Meisterwerke der Bildhauerkunst des Mittleren Reiches aus dem Alten Ägypten.
Amenemhet III. (1842 bis 1795 v. Chr.) war der letzte bedeutende Herrscher der 12. Dynastie und regierte etwa 45 Jahre lang. Schon unter seinem Vorgänger Sesostris III. änderte sich radikal die Darstellung des ägyptischen Herrschers in der Plastik und zeigt nicht mehr einen idealisierten, jungen Herrscher, sondern das Altersbild eines von den Sorgen der Regierung geplagten Königs. Diesem Modell folgte sein Sohn Amenemhet III., dessen Bildwerke sich in zwei Gruppen teilen lassen. Es gibt solche, die den jungen Herrscher zeigen, und solche, die einen älteren, leicht verlebten Herrscher wiedergeben.
Ny Carlsberg Glyptotek AEIN 924 zeigt den Kopf Amenemhets III. und ist aus Grauwacke gearbeitet. Er ist 46 cm hoch und wurde 1894 in Kairo von Valdemar Schmidt (1836–1925), dem damaligen Kurator der ägyptischen Sammlung des Museums, für 2000 Franken gekauft. Der einstige Fundort des Kopfes ist unbekannt. Teile der Krone fehlen, die Nase ist abgeschlagen und die Ohren sind teilweise abgebrochen. Aus dem Alten Ägypten sind kaum Büsten bekannt. Der Kopf war sicherlich einst Teil einer Statue.
Amenemhet III. trägt die weiße Krone, bei der es sich um die Krone von Oberägypten handelte. Es gibt kein Anzeichen für eine Kobra oder einen Bart, beides Insignien, die man bei einer königlichen Statue erwartet. Der Stein ist glatt poliert. Es fehlen Andeutungen der Augenbrauen. Der Mund ist breit. Die Nasolabialfalten sind deutlich ausgearbeitet, ebenso starke Augenränder. Es wurde vorgeschlagen den Kopf in die Spätzeit zu datieren, eine Epoche in der oft Werke des Mittleren Reiches kopiert wurden. Heute gilt die Datierung des Werkes unter Amenemhet III. jedoch als sicher.
Der Kopf stammte vielleicht aus dem Tempel des Herrschers bei Hawara. Aus dem Wadi Hammamat sind Inschriften bekannt, die von Expeditionen des Herrschers berichten, um dort Grauwacke für den Tempels des Herrschers zu brechen. In den Inschriften werden größere Statuen des Herrschers für Hawara genannt, doch scheint es wahrscheinlich, dass auch Material für kleinere Statuen gebrochen wurde.